# Manowar
A Manowar egy amerikai heavy metal/power metal együttes Auburnből, New York Államból. Az együttest 1980-ban alapította Joey DeMaio basszusgitáros és Ross the Boss gitáros. A zenekar főképp (északi) mitológiai témájú, fantáziadús dalszövegeiről ismert. Emellett dalaik a heavy metalt is dicsőítik.
Zenéjükben a heavy metal egy különösen epikus, bombasztikus, kórusokkal teli formában szólal meg. A zenekar az epikus metal előfutára (különösen Into Glory Ride album — 1983) és vezére is egyben, de a power metalra is döntő befolyással voltak. 1984-ben bekerültek a Guinness Rekordok Könyvébe, mint a leghangosabb élő koncertet adó zenekar – 129,5 decibel, megdöntve ezzel a Motörhead korábbi rekordját.
2008-ban újabb világrekordot döntöttek Bulgáriában, mint a leghosszabb heavy metal koncertet adó zenekar, ugyanis több mint 5 órás műsort adtak. Míg az Amerikai Egyesült Államokban nem tartoznak a mainstream, sztárzenekarok közé (noha kultuszuk itt is erős, sikereik jelentősek) Európában, Japánban, Ausztráliában és Dél-Amerikában ők az egyik legnépszerűbb heavy metal zenekar. Több mint 10 millió lemezt adtak el.
A Manowar általában Európában, Dél-Amerikában (különösen Argentínában és Brazíliában) és Japánban lép fel.
Az együttes háttérmunkálatai is figyelemre méltóak; a felvételeket és az elosztást, minden folyamatot maguk irányítanak. Eric Adams énekes szerint ennek két oka van. Egyik, hogy korábban a zenekarral pénzügyileg igazságtalanul bántak, a másik az igazán minőségi munka. Kiadójuk, a Magic Circle Music más együttesek albumait is kiadja, így náluk jelennek meg a Rhapsody of Fire és a HolyHell albumai is.
2009-ben kiadtak egy kétlemezes albumot, Thunder in the Sky címmel, amire a FATHER című dalt 16 nyelven énekelte fel Eric Adams, köztük magyarul is. 

## Története
Joey DeMaio mint basszusgitáros és pirotechnikus dolgozott a Black Sabbath mellett a Heaven and Hell album turnéján, amikor találkozott Ross the Boss gitárossal, aki a Black Sabbath előzenekarában, a Shakin Street nevű együttesben játszott. Később csatlakozott hozzájuk Carl Canedy dobos és Eric Adams énekes, hogy létrehozzák a Manowart, egy epikus hangzású zenekart.
Elkezdtek fellépni a környező kis klubokban, kapcsolatokat alakítottak ki a kiadókkal. 1981-ben jelent meg az első, kétszámos demójuk szerzői kiadásban. Ezután a zenekar és a Carl Canedy közötti feszültségek váláshoz vezettek; az új dobosuk Donnie Hamzik lett.
A demó kedvező fogadtatásának eredményeként a zenekar 1981-ben leszerződött a Liberty Recordshoz, majd elkezdték az első album felvételeit. Az 1982-ben jelent meg Battle Hymns címmel. A közönség kedvezően fogadta, főleg az agresszív zenét, a szövegeket és Eric Adams énekét dicsérték. A lemez egyik különlegessége a Dark Avenger című lassú, epikus dal, amelyben szerepelt Orson Welles is. A lemez kiadása után megkezdték első turnéjukat. A körút első szakaszán Ted Nugenttel léptek fel, de nem sokáig, mert Ted összeveszett velük, és kirakatta őket a turnéról. A további állomásokat maguk szervezték meg. Egyre több rajongót szereztek, eleinte főleg Angliában, Németországban és az Egyesült Államokban. A turné után Donnie Hamzik kilépett, és helyére Scott Columbus került. A hivatalos életrajzuk szerint egyedi, rozsdamentes acél dobkészletet kellett építeni neki, mert „a kidoboló technikája olyan gonosz volt, hogy az átlagos készleteket tönkretette” — magyarul: olyan erős volt, hogy mindent szétvert. A berendezést John Dawk Stillwell építette. Donnie 2005-ben újra fellépett a Manowarral az Earthshaker fesztiválon, ahol színpadra lépett minden olyan zenész, aki valamikor megfordult a zenekarban. 2009-ben újra csatlakozott az együtteshez, mivel Scott személyes problémák miatt ideiglenesen távozott a zenekarból, és részt vett a Magic Circle Fesztiválon, valamint szerepelt a Thunder in the Sky EP-n is.
Kialakult a zenekar klasszikusnak nevezett felállása: Eric Adams ének, Ross the Boss gitár, Joey DeMaio basszusgitár és Scott Columbus dob. Ez után megváltak a Liberty kiadótól, amivel egyre elégedetlenebbek voltak. Így kerültek a Music for Nations kiadóhoz. A második album kiadását megelőzte egy 2 számos EP, a Defender. A nagylemez 1983-ban jelent meg Into Glory Ride címmel. A lemez egy újabb terjedelmes turnét hozott magával, a kritikusok pedig úgy hivatkoztak rá, mint egy újabb mérföldkőre a metal történelmében.
A lemez tovább szélesítette híveik táborát, főként az Egyesült Királyságban; az angol turné egy részét azonban „menedzsergondok miatt” le kellett mondaniuk. Ezért következő albumukat az angol rajongóknak dedikálták Hail to England címmel. A lemez, amit mindössze hat nap alatt vettek fel és kevertek meg, 1984-ben jelent meg, és elődeihez hasonlóan kedvező kritikákat kapott, elsősorban a gyors és erőteljes megfogalmazásért. A lemezt turné követte sok angliai állomással; vendégzenekaruk a Mercyful Fate volt.
Ezután a Music for Nations kiadót is elhagyták, és leszerződtek a Ten Recordshoz. Már az új kiadó jelentette meg (szintén 1984-ben) negyedik nagylemezüket, a Sign of the Hammert. Az album ritmikailag nagyon változatosra sikerült, a lassú epikus Mountains ellentéte a gyors címadó dal és a The Oath. A sok eladott lemez és a nagy érdeklődés hatására kétéves világturnéra indultak, mindenhol zajos sikerrel.

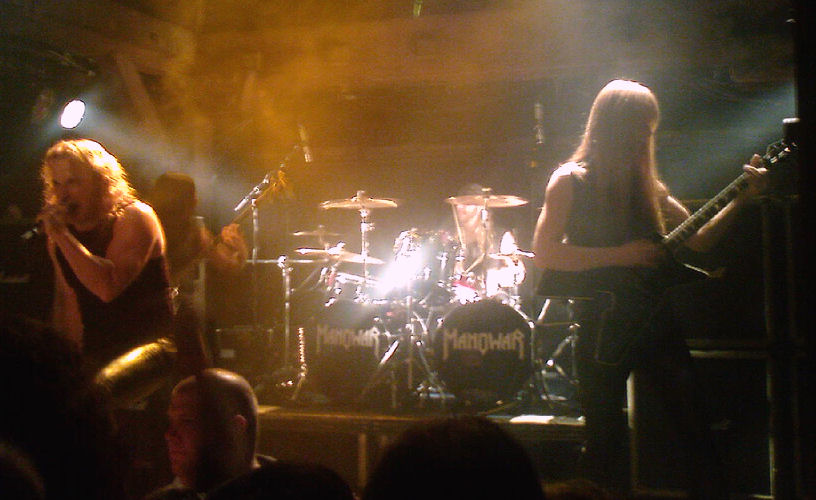
A Manowar egy hamburgi koncerten

1987-ben gondjaik támadtak a kiadóval, és egy multikiadóhoz, az Atlantic Recordshoz szerződtek. Még ez évben jelent meg ötödik stúdióalbumuk, a Fighting the World. A digitálisan felvett lemez egy könnyebben emészthetőbb irányba mozdult el, több himnikus művel. A kritikák egy része önismétlőnek titulálta a zenekart, főleg a mondabeli témák ismétlése miatt.
1988-ban jelent meg hatodik albumuk, a Kings of Metal, amit sokan egyik mesterművüknek tekintenek - címét a rajongók javasolták, és megdöntötte eladási rekordjaikat. Az olyan dalok, mint a Heart of Steel, a címadó vagy a Hail and Kill a zenekar koncertjeinek szerves részeivé váltak. A The Crown And The Ring-et a birminghami Szent Pál-templom 100 tagú férfikórusával és egy nagyzenekarral vették fel. A zenekart hevesen bírálták is, főként a Pleasure Slave és a Blood of the Kings szövegei miatt. Az albumot két turné követte, több mint két évig.
A második korong óta változatlan felállás a kilencvenes évek elején megtört. Előbb Ross the Boss hagyta ott a csapatot a bluesosabb zene miatt, majd a hivatalos változat szerint családi és egészségügyi okokra hivatkozva Scott is kiszállt - ezt az indoklást ő maga később egy interjúban tagadta.

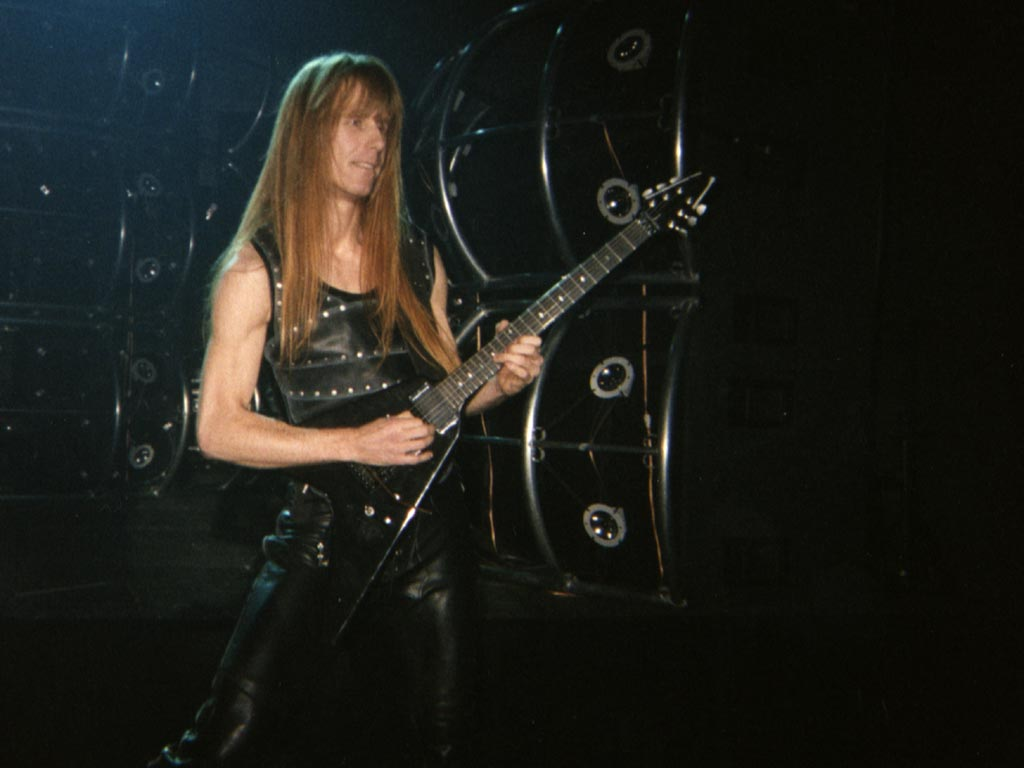
Karl Logan gitáros

A gitáros David Shankle lett, a dobok mögé pedig Scott ajánlására Rhino (Kenny Earl Edwards) ült le. Az új dobos elkötelezettségét mutatva a beszállása után elégette régi dobcuccát. Az új felállásban 1992-ben jelentették meg a The Triumph of Steel albumot. A lemezt nem mindenki fogadta kitörő lelkesedéssel. Ebben közrejátszhatott a lemeznyitó Achilles, Agony and Ecstasy in Eight Parts című dal is, ami egy 28 perces miniopera. Az album 35. helyen nyitott a német eladási listákon és a 8.-ig tört előre videóklip és maxi nélkül. Görögországban a megjelenés napján Athén legnagyobb lemezboltjában hatalmas harcot vívtak a rajongók, hogy hozzájussanak az első szériához. Ezután az Atlantictól átpártoltak a Geffen kiadóhoz, majd kétéves turnéba kezdtek. A körút görög állomásán 15 000 metalfanatikus előtt mutatták be az aktuális albumot és a régi számokat. Hannoverben megdöntötték a leghangosabb zenekar Guinness-rekordját: két szakember mérte a decibeleket, és 129,5-ig jutottak. A Secrets Of Steel turné másik csúcspontja a Manowar első oroszországi koncertje, ahol az élő zenét kedvelők leginkább a Manowart szerették volna látni (ezen a kívánságlistán megelőzték a The Beatlest és Michael Jacksont is).
1993-ban David kilépett, a helyére Karl Logan került. 1994-ben megjelent egy válogatás a legsikeresebb dalaikból (The Hell of Steel: Best of Manowar). 1995-ben a dobok mögé váratlanul visszatért Scott Columbus, és ebben a felállásban 2009-ig együtt maradtak.
1996-ban négy év után jelentkeztek új stúdióalbummal, a Louder Than Hell-lel. A kritikusok nem lelkendeztek egyöntetűen a lemezért, sokan kifogásolták a hosszát, valamint a dalok egyszerűbb szerkezetét. 1997-ben egy újabb hosszú turnéba kezdtek, és a Connoisseur Records megjelentette egy újabb válogatásukat Anthology címmel. Még ez évben kiadták első, két CD-ből álló koncertlemezüket a Hell on Wheels-t. 1998-ban még két válogatásukat adta közre az MCA kiadó The Kingdom of Steel és Steel Warriors címmel. A turné miatt nem akartak nekiállni az új lemeznek, ezért 1999-ben kiadtak még egy dupla koncertlemezt, a Hell on Stage-et. 2001-ben adták ki első DVD-jüket Hell on Earth Part I címmel.
2002-ben, hat év várakozás után jelent meg új stúdióalbumuk Warriors of the World címmel. Ezt már a Nuclear Blast kiadó gondozta, és nem mindenhol kapott fényes kritikát. A lemezen a heavy/power metal mellett előtérbe kerültek a komolyzenés/szimfonikus elemek. A lemezen szerepel Kalaf herceg Nessun Dorma áriája is Puccini Turandot című operájából. Az American Trilogy-ban a polgárháborús indulókat gyúrták egybe. A lemez igen sikeres lett, és továbbra is tartotta a zenekar pozícióját a nemzetközi színtéren. A lemez kiadását követő turné alatt a zenekar több DVD-t is kibocsátott: 2002-ben a Fire and Blood-ot, 2003-ban a Hell on Earth Part III-at, 2005-ben pedig a Hell on Earth Part IV-et.
2003-ban Joey DeMaio megalakította a Magic Circle Music kiadót, amely a Manowar mellett más zenekarok ügyeit is intézi: egyebek között itt dolgozik a Rhapsody of Fire, a HolyHell és a David Shankle Group is.
2005-ben főzenekarként léptek fel az Earthshaker Fest fesztiválon.
2006-ra ért véget a Warriors of the World turné, a zenekar pedig kiadta a The Day the Earth Shook – The Absolute Power DVD-t, és a "The Sons of Odin" EP-t.
2007-ben jelent meg – immár a Magic Circle Music égisze alatt – a Gods of War című új album. Mivel Karl Logan motorbalesete hátráltatta a munkát, sok idejük volt az előkészületekre. A konceptalbum az északi germán istenek háborúiról, mitológiájáról szól, a zene pedig még az előzőnél is több szimfonikus hatást vonultat fel. A lemez egyedülálló módon nem került ki a megjelenése előtt az internetre, így az eladási listák élére kúszott, fogadtatása pedig igen kedvező volt. Ezután európai turné következett, ez volt a Demons, Dragons and Warriors Tour 2007. 2007-ben kiadták a Magic Circle Festival Volume 1 DVD-t, 2008-ban pedig folytatását, Magic Circle Festival Volume 2 címmel. 2007-ben újabb dupla koncertlemezük jelent meg (Gods of War Live).
2008-ban újabb világrekordot döntöttek Bulgáriában, mint a leghosszabb heavy metal koncertet adó zenekar, ugyanis több mint 5 órás műsort adtak.
2009-ben egy új EP-t adtak ki Thunder in the Sky címmel. Ezen szerepelt a Father című dal 15 nyelven.
2009 végén kiadták a Hell on Earth Part V című DVD-t.
2010 januárjában európai turnéra indultak.
2011 áprilisában tragikus hirtelenséggel elhunyt Scott Columbus, a dobos. Halálának okát nem hozták nyilvánosságra.
2018. augusztus 9-én Karl Logant letartóztatták gyermekpornográfiáért. A helyére 2019-ben E. V. Martel került.

## Tagok

### Jelenlegi felállás
- Eric Adams – ének (1980 óta)
- Joey DeMaio – basszusgitár, gitár, billentyűs hangszerek, akusztikus gitár (1980 óta)
- Dave Chedrick – dobok (2022 óta)
- Michael Angelo Batio – gitárok (2022 óta)

### Korábbi tagok

#### Gitár
- Ross the Boss (1980–1989)
- David Shankle (1989–1993)
- Karl Logan – (1994–2019)
- E.V. Martel (2019–2022)

#### Dob
- Scott Columbus (1983–1989 ill. 1995–2008)
- Carl Canedy (1980–1981)
- Ethan Mays (1982, csak a turnékon)
- Rhino (igazi neve Kenny Earl Edwards) (1989–1995) ill. (2008–2009, néhány koncert erejéig)
- Donnie Hamzik (1981–1983, 2009–2017)
- Marcus Castellani (2017–2019)
- Anders Johansson – (2019–2022)

## Diszkográfia

### Albumok
- Battle Hymns (1982)
- Into Glory Ride (1983)
- Hail to England (1984)
- Sign of the Hammer (1984)
- Fighting the World (1987)
- Kings of Metal (1988)
- The Triumph of Steel (1992)
- Louder Than Hell (1996)
- Warriors of the World (2002)
- Gods of War (2007)
- Battle Hymns MMXI (2010)
- The Lord of Steel (2012)

#### Koncertfelvételek
- Hell on Wheels (1997)
- Hell on Stage (1999)
- Gods of War Live (2007)

#### Válogatások
- Manowar Kills (1992)
- The Hell of Steel: Best of Manowar (1994)
- Anthology (1997)
- The Kingdom of Steel (1998)
- Steel Warriors (1998)

### Kislemezek/EP
- Defender (1983)
- All Men Play On Ten (1984)
- Blow Your Speakers (1987)
- Herz Aus Stahl (1988)
- Metal Warriors (1992)
- Defender (1994)
- Return of the Warlord (1996)
- Courage (1996)
- Courage Live (1996)
- Number 1 (1996)
- Live in Spain (1998)
- Live in Portugal (1998)
- Live in France (1998)
- Live in Germany (EP) (1998)
- Warriors of the World united (2002)
- Warriors of the World united Part 2 (2002)
- An American Trilogy/The Fight for Freedom (2002)
- Dawn of Battle (2002)
- King of Kings (a Hell on Earth Part IV-el együtt) (2005)
- The Sons of Odin (EP) (2006)
- Die With Honor (Single) (2008)
- Thunder in the Sky (2009)

### VHS/DVD
- Secrets of Steel (VHS) (1993)
- Hell on Earth Part I (DVD) (2001)
- Fire and Blood (DVD) (2002)
- Warriors of the World united (Mini DVD/CD) (2002)
- Hell on Earth Part III (DVD) (2003)
- Hell on Earth Part IV (DVD) (2005)
- The Day the Earth Shook – The Absolute Power (DVD) (2006)
- Magic Circle Festival Volvme 1 (DVD) (2007)
- Live in Bulgaria: Kaliakra Rock Fest 2007  (DVD) (2007)
- Magic Circle Festival 2008 (2 DVD) (2008)
- Hell on Earth Part V (2 DVD) (2009)

## Külső hivatkozások
- Magyar Manowar Club